# Gare de Győrszemere

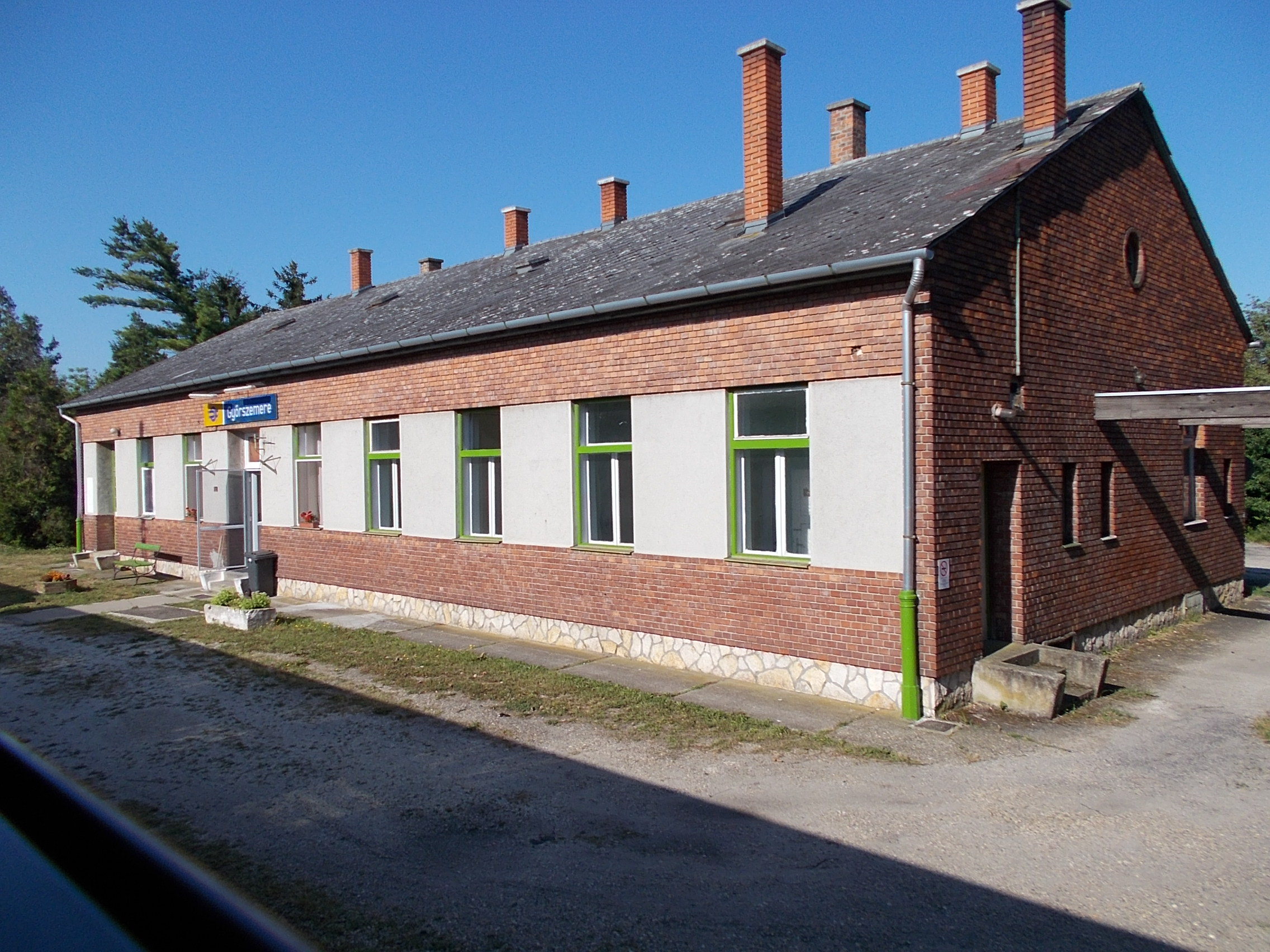
gare de Győrszemere en Hongrie, en 2020

La gare de Győrszemere (en hongrois : Győrszemere vasútállomás) est une halte ferroviaire hongroise, située à Győrszemere.